# جاك غرينير
جاك غرينير هو شخصية أعمال وسياسي كندي، ولد في 20 يناير 1823 في بيرتيفيل في كندا، وتوفي في 5 مارس 1909 في مونتريال في كندا. انتخب عمدة مونتريال ‏ (1889 – 1891).